# Dirkon

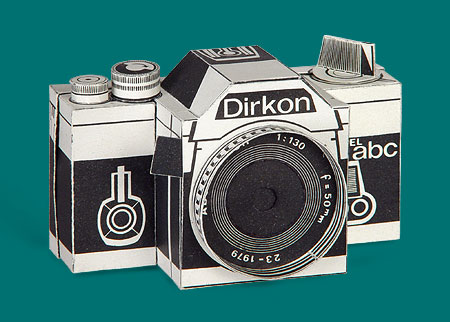
Cámara Dirkon montada.

La cámara Dirkon es una cámara estenopeica recortable, publicada el 1979 en la revista Un ABC de Jóvenes Técnicos y Científicos Naturales, creada y editada en Checoslovaquia. Los creadores de esta cámara son Martin Pilný, Mirek Kolár y Richar Vyskovský.
Esta cámara está elaborada de papel con una lente de 35mm que utiliza una película de 21 DIN. El nombre de Dirkon surge de la combinación de la palabra checa Dirka (agujero de aguja) y la marca japonesa Nikon.

## Historia
Durante la década del 1970, todas las revistas publicadas en la Checoslovaquia comunista estaban totalmente controladas por el estado, igual que la mayoría de las otras empresas. Eran una minoría las revistas que estaban disponibles y eran difíciles de conseguir, hecho por el cual la gente las cogía como un préstamo y las intercambiaba cuando les surgía la oportunidad. Este hecho también se aplicó en las revistas dirigidas a jóvenes. En una de estas es donde salió publicada esta cámara, antes de la creación de las cámaras fotográficas digitales. Esta cámara de papel se creaba a partir de un papel rígido y era hecha a mano. Era muy similar a las reales del momento pero del material mencionado anteriormente. No solo consiguieron crearla, sino que tuvo bastante éxito entre sus lectores, que no dudaron a hacer uso de ella, crear sus versiones y mejorarla.

## Instrucciones
Las instrucciones originales impresas el 1979 se estructuran de la siguiente manera:
1. En primer lugar, incorporan una pequeña presentación de la cámara estenopeica y del material cinematográfico que se necesita para crear esta nueva cámara.
2. A continuación, explican como introducir el rollo de la película una vez se han enganchado las diversas partes de la cámara.
3. Entonces, contienen una breve descripción del funcionamiento de la exposición.
4. A partir de aquí, inician la explicación sobre como unir la cámara.
5. Acaban con una explicación que empieza con el término "Alerta!" puesto que se resume como crear el agujero por donde se captarán las imágenes.
6. Finalmente, los tres creadores de Dirkon desean una buena exposición y unas grandes imágenes a todo usuario que haga uso de su creación.

Hay que tener presente que el diseño fue mejorado significativamente por los usuarios enganchando una hoja delgada de metal con un agujero pequeño, sin hacerlo directamente en un papel tal y como se describe en las instrucciones. Sin embargo, es innecesario hacer esta mejora si la intención es disfrutar de la magia de la cámara de papel original que se diseñó.